# 风吹罗带
风吹罗带，位于中国广东省中山市五桂山区南桥村槟榔山东北4.2公里处，海拔439.3米，是五桂山山脉的一座山体。风吹罗带与梅花地顶之间的山谷为北台溪的发源地，风吹罗带与五桂山主峰之间的山谷为大环河的发源地。。